# Ilene Barnes
Ilene Barnes est une auteur-compositrice-interprète américaine.

## Biographie
Ilene Barnes naît à Détroit (Michigan). Peu après sa naissance, ses parents s'installent au Suriname, où son père travaille pour l'Organisation mondiale de la santé dans la jungle amazonienne. Elle suivra ensuite ses parents à la Barbade puis à la Jamaïque.
De retour aux États-Unis, elle étudie au Smith College (Massachusetts), puis vient fréquemment à Paris où elle se produit d'abord comme chanteuse dans les clubs de jazz de la capitale. Elle y est remarquée par l'ancien directeur général de la division RCA BMG France qui lui fait signer un contrat chez Sony Records pour un premier album, Set You Free, qui paraît en 2000. Trois ans plus tard, en 2003, sort son deuxième album, Time, qui se vend à 35 000 exemplaires, lui vaut une reconnaissance des médias et la fait découvrir à un plus large public. Elle effectue alors une tournée dans toute la France, avec des passages remarqués au Festival des Vieilles Charrues, au Nice Jazz Festival, au Printemps de Bourges  et beaucoup d'autres, ainsi que dans quelques grands festivals européens tel que Le Paléo ou encore The Highland festival et Park POP entre autres . Elle se produit dans plusieurs salles parisiennes, notamment à La Cigale et l'Alhambra, et s'installe en 2009 à L'Européen pour trois semaines où elle affiche complet. Ses chansons folk, son physique hors norme et sa voix impressionnante lui valent d'être souvent comparée à Tracy Chapman et Nina Simone et aux artistes de blues africain.
En 2006, paraît Yesterday Comes, son troisième album. Il est suivi en mai 2007 par un album enregistré en public à FIP.
En 2009, elle entre en studio avec le producteur Ian Caple et l'album Here is to you paraît en avril 2009.
En 2010, paraît Three Sides, son sixième album, sur lequel elle enregistre trois reprises emblématiques du répertoire anglo-saxon et livre ainsi une version inattendue et remarquée de The House of the Rising Sun. Elle se consacre ensuite à la création d'une épopée musicale qu'elle présente à l'opéra-théâtre de Saint-Étienne le 2 octobre 2013 sous le titre Sounds of Freedom. Cette dernière création est un mélange de jazz, de blues et de chant lyrique. Seize chanteurs des chœurs de l'opéra-théâtre de Saint-Étienne partagent la scène avec elle.
En 2015, Ilene Barnes reprend  la scène dans une formule acoustique épurée, accompagnée du guitariste de blues Kid Colling puis, elle consacre  2017 a l'enregistrement de son premier  film d'animation et la bande son "Sounds of Freedom" , pour une sortie prévu fin 2022 suivi par une tournée Européen
Ilene Barnes a aujourd'hui à son actif plus de 400 concerts en France et en Europe.

## Albums
- 2000 : Set you Free
- 2003 : Time
- 2006 : Yesterday Comes
- 2007 : Live at FIP
- 2009 : Here's to you
- 2010 : Three Sides
- 2013 : Sounds of Freedom un opéra jazz blues (inédit)
- 2016 :  le début de la réalisation d'un film d'animation et l'enregistrement d'un CD sur le sujet Sounds of Freedom pour une sortie prévue en 2018